# Elblągský kanál
Elblągský kanál (polsky Kanał Elbląski, Kanał Oberjski, německy Oberländischer Kanal) je splavná vodní cesta v Polsku. V roce 2007 byl uznán v anketě „Rzeczpospolita” jako jeden ze sedmi divů Polska. Viselskou kosou, za Viselským zálivem prochází od roku 2022 průplav, který je nazýván Nový Svět a který umožňuje lepší spojení přístavu v Elblągu s Baltským mořem. Kanál je splavnou vodní cesta ve Varmijsko-mazurském vojvodství. V roce 1978 byla část kanálu uznána za technickou a v roce 2011 pak za historickou památku.

## Parametry a popis

### Poloha kanálu
Celková délka kanálu s odbočkami je 151,7 km, i když existují údaje uvádějící délku hlavní vodní cesty na 127,5 km a vedlejších ramen – na 65 km. Vodní cesta Miłomłyn – Zalewo spojená s kanálem je dlouhá 49,9 km.
Délka vodní cesty mezi Ostródou a Elblągem je 82 km a mezi Ostródou a Iławou 48 km (včetně 31 km mezi Miłomłynem a Iławou). Celkový součet rozdílů hladin na plavebních komorách a rampách je 103,4 m.

Mapa Kanału Elblaskiego

Kanál spojuje jezero Druzno s Drwęca a jezera Jeziorak. Z Druzna přes řeku Elbląg s lagunou Visla a také Jagellonským průlivem, Nogatem a řekou Vislou s Baltským mořem. Část kanálu, od zdymadla v Miłomłyn k jezeru Drwęckie, se původně nazývala Oberland Channel , i když v současnosti používaný název je také Elblągský kanál. Odbočka z Miłomłynu k jezeru Jeziorak se zase nazývá Iławský kanál. Bartnicki Channel (Ducki) spojuje jezero Ruda Woda (Kachie) s jezerem Bartężek a kanál Dobrzycki Lake Jeziorak s jezerem Ewingi.
Na kanálu z Ostródy do Elblągu je 5 skluzů (Buczyniec, Kąty, Oleśnica, Jelenie, Całówny) a 2 plavební komory (Miłomłyn a Zielona). Podél celého kanálu jsou čtyři zdymadla: Miłomłyn, Zielona, Ostróda a Mała Ruś.
Při stavbě Elblągského kanálu byla využita jezera nacházející se v různých výškách mezi Ostródou a lagunou Visla. Rozdíl hladin dosahuje 100 m. Zvláštností v evropském měřítku je komplex 5 skluzů, po kterých lodě sjíždí na plošinách položených na kolejích. K tomu sloužící kolejová zvedací zařízení jsou mechanicky poháněna silou proudu vody. Z kanálu odbočuje několik vodních cest, Ostróda – jezero Szeląg Mały, Ostróda – jezero Drwęckie – Drwęca – Visla.
Oblast je pro své přírodní a kulturní hodnoty právně chráněna v podobě Chráněné krajinné oblasti Elblągský kanál.

### Parametry kanálu

Elblągský kanál – schéma

Podle nařízení Rady ministrů z roku 2002 o klasifikaci vnitrozemských vodních cest má kanál splavnou třídu Ia. Jeho délka je 84,2 km:
- úsek Druzno jezero – zdymadlo Miłomłyn, 52,0 km dlouhý
- úsek Miłomłyn – Iława, dlouhý 32,2 km
- Minimální šířka: 7m
- Poloměr osy splavného oblouku – 70m
- Šířka nejužšího zdymadla – 3,2 m (Zdymadlo Ostróda)
- Tranzitní hloubka – méně než 1,0 m
- Maximální rozměry plavidel na skluzových vozech
- šířka dna nádoby – 2,6 m
- šířka jednotky v horní části – 3,35 m
- délka jednotky – 26,8m
- Plavební komora s největším rozdílem úrovní – Miłomłyn 2,8 m
- Sklon s největším rozdílem úrovní – Oleśnica 24,5 m

## Historie
V 19. století, malý průmysl začal dynamicky rozvíjet v Mazury. Celosvětovou slávu si získala táborská borovice, která se používá k výrobě stěžňů a je velmi vyhledávaná v lodním průmyslu. Rozvoj průmyslu si vyžádal vytvoření komunikační sítě spojující Prusko s Baltským mořem.

### Koncepce výstavby kanálu
V okolí Elblągu bylo plavbě již dříve přizpůsobeno mělké jezero Druzno, přes které vedla 20 metrů široká splavná cesta, která spojovala vodní cestu s přístavem Elbląg a dále s Baltským mořem. Tento stav měl vliv na koncepci propojení jezer mezi Vislou a Pasłękou. Překážkou byl 99metrový rozdíl hladiny na 10 km úseku mezi jezery Družno a Piniewo. Případná výstavba plavebních komor by si vyžádala vybudování asi 30 takových zařízení.

### Konstrukce
Práce na projektu kanálu začaly v roce 1837 a samotné práce pak 28. října 1844. První čtyři suché skluzy: Buczyniec , Kąty , Oleśnica a Jelenie byly spuštěny v roce 1860. Projektantem a konstruktérem kanálu byl Georg Jacob Steenke, který přijal rozkaz Fridricha Viléma IV., který chtěl spojit Východní Prusko s Baltským mořem splavnou cestou.
Při hydrotechnických pracích došlo k vyrovnání hladin v nádržích podél trasy kanálu. V úseku Miłomłyn – Buczyniec byly hladiny sníženy až na úroveň Jezioraku (99,5 m n. m.). Tyto akce měly za následek snížení hladiny v několika jezerech i o více než pět metrů (hladina v jezerech Sambród a Piniewo se snížila, v jezeře Ilińsk – o 1,5 m, v Ruda Woda – o 1,7 m).
Na jezeře Karnickie (97,5 m n. m.) byly vybudovány dvě hráze, mezi které byly vpouštěny vody kanálu, a akvadukt ležící nad vodní hladinou jezera.
První loď proplula průplavem 31. srpna 1860 (úsek Ostróda – Miłomłyn). Práce však pokračovaly a pro nákladní dopravu byl průplav spuštěn až o rok později, 28. října 1861. Vzhledem k roční době jej v té době mnoho lodí nevyužívalo. Kanál byl oficiálně uveden do provozu na jaře roku 1862.
V letech 1872–1876 byly v úseku Ostróda – Miłomłyn otevřeny tři plavební komory: Miłomłyn, Zielona, Mała Ruś. Poslední svah Caluna (nejblíže jezeru Družno) byl postaven v letech 1874–1881. Nahradil zámky dříve umístěné na tomto místě.
Původní koncepce výstavby kanálu vycházela z projektu překonání rozdílu hladin mezi jezery Pniewskie a Druzno pomocí dřevěných komor. V důsledku řešení aplikovaných na Morrisově kanálu v USA a další, podobné vodní cestě Elblągskému kanálu v kanadském Novém Skotsku, byl tento koncept opuštěn. Poslední krytová rampa nahradila stávající zámky. Důvodem změny koncepce byla prodloužená výluková doba a deficit vody pro plnění plavebních komor.
Energie vody proudící z vyšší hladiny do nižší byla využita k pohonu pohonného mechanismu rampy. Násypky uvádí do pohybu vodní kolo a to je zase mechanismus, který pohání lana táhnoucí vozíky pro přepravu plavidel. Transportní vozíky jezdí po kolejnicích spojujících kanálové sekce na obou stranách rampy. Elektřina se používá pouze k osvětlení předmětů.
Na každé rampě jsou dva vagony, které používají dvě paralelní koleje. Když jeden z nich jde jedním směrem, druhý jde opačným směrem. Vozíky váží 24 tun a po aktivaci rampy se oba pohybují do kopce, pak – když vozík jedoucí směrem ke spodnímu kanálu míjí vrchol rampy – jeden jede nahoru a druhý klesá a pak se vzájemně vyvažují. V posledním úseku, kdy trolej jedoucí směrem k hornímu kanálu míjí vrchol, však oba klesají. Krátká vzdálenost, na kterou oba vozíky jedou do kopce, určuje nosnost skluzu – dokáže přepravit lodě do hmotnosti 50 tun v jednom směru nebo dvě lodě do hmotnosti 38 tun v obou směrech současně.
Vozíky jsou taženy lany připevněnými k vozíkům z horní části rampy. Během provozu se jeden z nich, tahem vozíku zdola nahoru po rampě, sroluje na buben, zatímco druhý se odvíjí a spouští druhý vozík dolů. Na spodní straně rampy jsou vozíky spojeny třetím lanem, které prochází napínacími kladkami u dolní stanice. Na začátku jízdy, když oba jedou nahoru, táhne horní vozík. Vozíky mají osm kol s dvojitými koly. Čtyři kola na spodní straně rampy spočívají na kolejnicích s vnitřním ráfkem a čtyři na horní straně s vnějším ráfkem. Na dolní a horní stanici v podvodní části se kolejnice rozdělí, spodní kola narazí na kolejnice jiné než horní, a vozík tak zaujme vodorovnou polohu a umožní lodím přeplavat nebo sjet.
Nejnižší rampa Shroud, postavená později než ostatní, má místo vodního kola pohon Francisovy turbíny, zatímco systém trolejového tažení je stejný.
Poslední úsek systému kanálů z Ostródy do Stare Jabłonki (ve skutečnosti do Staszkowa) přes jezero Pauzeńskie , dlouhý 16,8 km, byl uveden do provozu teprve v roce 1873. Z důvodů ochrany přírody je tento úsek dostupný pouze pro kánoe a plachetnice.
Stavba kanálu byla přibližně o 10 % dražší než stavba Eiffelovy věže v Paříži. Hodnota vynaložených kapitálových výdajů odpovídala hodnotě 2,4 tuny zlata.

### Rozměry propustí
| Název zámku | Maximální pád [m] | Rozměry komory [m] |
| Miłomłyn    | 3.54              | 33,88 × 3,60       |
| Zielona     | 1,96              | 34,19 × 3,55       |
| Ostróda     | 2.04              | 29,15 × 3,26       |
| Mała Ruś    | 1,64              | 29,33 × 3,19       |

### Úseky se suchými skluzy – délka 9,2 km
| Název rampy | Kilometrový a výškový rozdíl rampy |
| Buczyniec   | km 36,77 – 20,62 m                 |
| Kąty        | km 39,10 – 18,88 m                 |
| Oleśnica    | km 41,66 – 24,20 m                 |
| Jelenie     | km 43,97 – 21,99 m                 |
| Całuny      | km 46,00 – 13,83 m                 |

- Kilometry 46,30–52,00. Umělý kanál.
- Kilometr 52,00 – ústí do jezera Družno.

## Hospodářský význam kanálu

### Ekonomický vývoj
Kanál v 19. století (1844–1860) jako komunikační cesta sehrál významnou ekonomickou roli, přispěl k rozvoji Ostródských a Iławských jezer a jejich spojení s přístavy v Gdaňsku a Elblągu, do kterých transportovaly především obilí a dřevo. Pro přepravu průmyslového zboží měl menší význam. Rozvoj železniční dopravy (zejména po roce 1872, kdy linka Poznań – Toruń – Olsztyn – Wystruć šla přes Ostródu) a později i rozvoj silniční dopravy měly za následek snížení nákladní dopravy na kanálu a po roce 1930 byl kanál používán jen turisty.
Turisté cestovali kanálem poprvé v roce 1912 na palubě „Seerose“ („Mořská růže“) lodní společnosti Schiffs-Reederei Adolf Tetzlaff. V témže roce byla uvedena do provozu loď „Herta“. V roce 1925 zahájila službu výletní loď „Heini“ a o dva roky později (1927) loď „Konrad“. Ve stejném roce 1927 začaly pravidelné osobní plavby po kanálu během letní sezóny.
V roce 1948 bylo díky úsilí Adolfa Tetzlaffa a vládního zmocněnce Zygmunta Mianowicze znovu zprovozněno zařízení kanálu, což umožnilo obnovit pravidelné turistické plavby. Zpočátku byla majitelkou lodi Żegluga Gdańska, ale v polovině 70. let 20. století lodě plující po kanálu převzala Żegluga Mazurska z Giżycka.. Od roku 1992 byl majitelem lodi místní vládní dopravní institut v Ostródě – Żegluga Ostródzko-Elbląska. V roce 1999 přibyla osmá loď s názvem "Ostróda" (65 míst; ostatní lodě této velikosti byly vyrobeny v 60. letech: "Kormoran", "Birkut", "Marabut", "Penguin", "Swan"; menší lodě jsou: "Żuraw" drží 35 lidí a "Grebe" – 12 lidí). Lodě tohoto rejdaře přepravily asi 50 tis. cestující.
Dlouhá léta po roce 1945 bílá flotila podnikala celodenní plavby mezi přístavy v Elblągu a Ostródě a kratší plavby mezi Ostródou a Stare Jabłonki a Miłomłyn. Ještě počátkem 21. století se na přání prováděly plavby v úseku Miłomłyn – Iława. V roce 2013 se z důvodu renovace kanálu prováděly plavby lodí pouze mezi Elbląg a Shroud a z Ostródy přes Miłomłyn do Iławy. Po dokončení renovace kanálu se již neprovádějí pravidelné plavby lodí po celé délce mezi Elblągem a Ostródou. Lodě plují z Elblągu pouze na skluz Buczyniec az Ostródy do Miłomłynu. Kromě toho byly v roce 2018 nabízeny plavby na trasách Ostróda – Stare Jabłonki, Ostróda – jezero Pauzeńskie – Ostróda, Iława – Sarnówek – Iława, plavba z Iławy po Jezioraku a z Ostródy po jezeře Drwęckie a po skluzu Buczyniec

### Revitalizace kanálu
Od srpna 2011 do května 2015 byla provedena důkladná revitalizace průplavu spočívající v komplexní rekonstrukci všech pěti skluzů, zpevnění břehů a odbahnění vodní cesty. Plavba po kanálu byla na konci letní sezóny 2012 na 2 roky pozastavena. Náklady na revitalizaci průplavu ve výši 115 milionů PLN byly částečně financovány z fondů EU a samotný projekt byl realizován v rámci Programu rozvoje cestovního ruchu schváleného představenstvem Varmijsko-mazurského vojvodství v oblasti kanál Elbląg a jezerní oblast Iława. V roce 2011 proběhly práce na prohloubení kanálu, v letech 2013–2015 rekonstrukce rampy (výměna všech mechanických a hydrotechnických prvků včetně vodních kol, objektů strojoven, pohonných turbín, pilířů, pásů, lan). Dále historická komora s multimediální místností a expozicí mj. odlévací formy skluzových zařízení a dokumenty týkající se stavby kanálu, včetně těch s originálními podpisy jeho stavitele Georga Jacoba Steenkeho. Dne 29. května 2015 byl zprovozněn revitalizovaný kanál na skluzu Buczyniec.

## Galerie

### Krajinné záběry

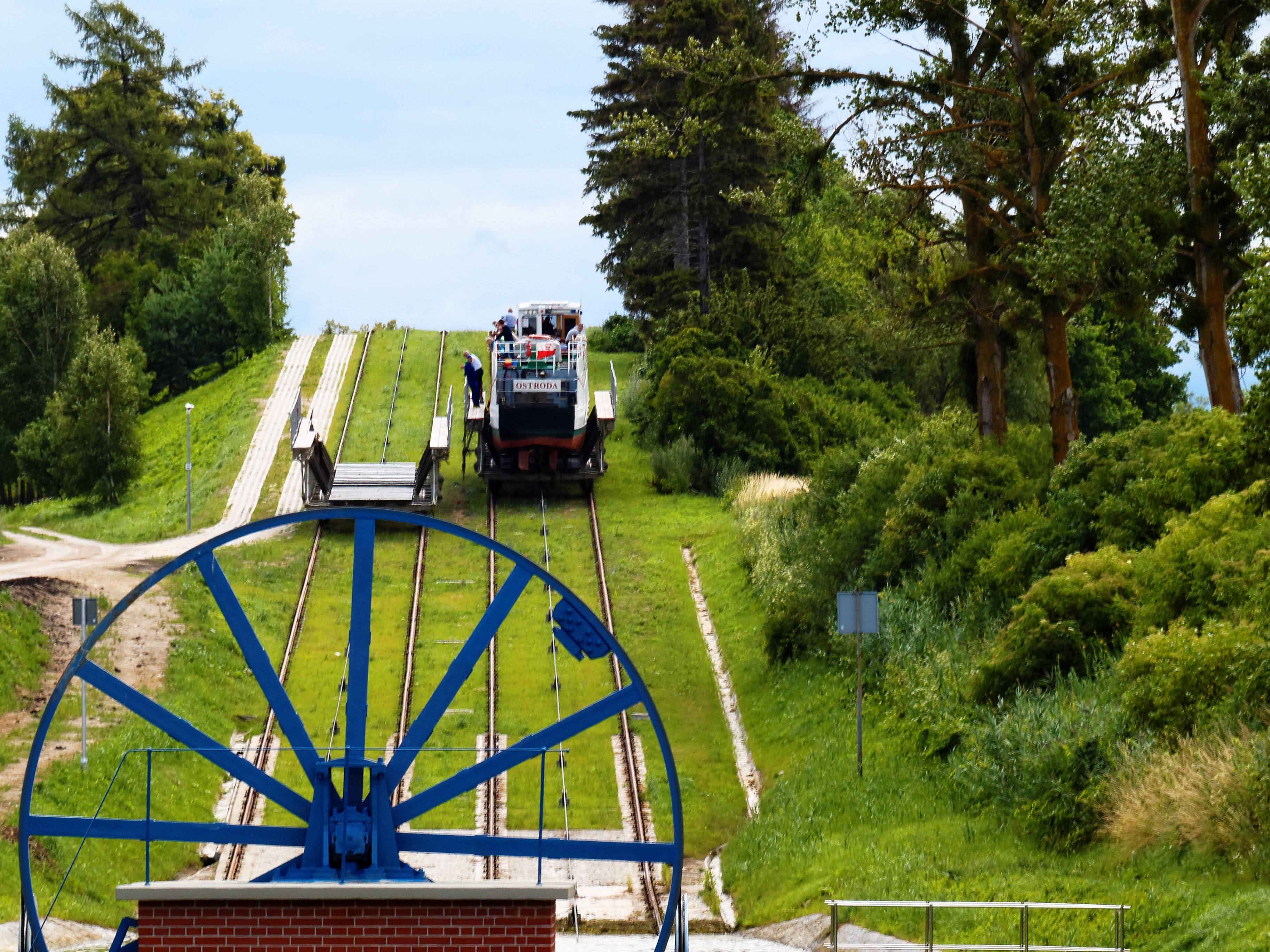
suchý skluz
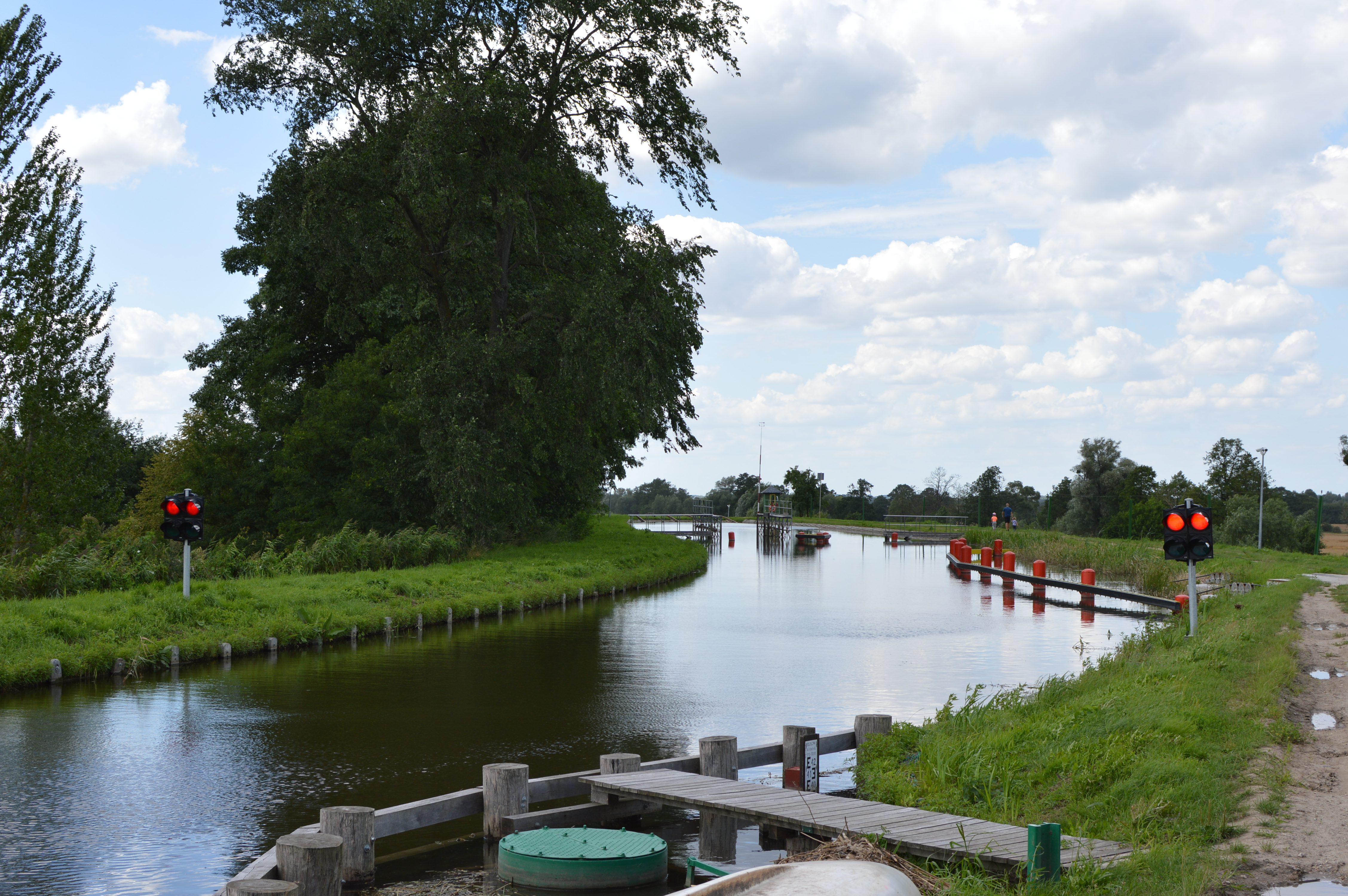
skluz Całuny
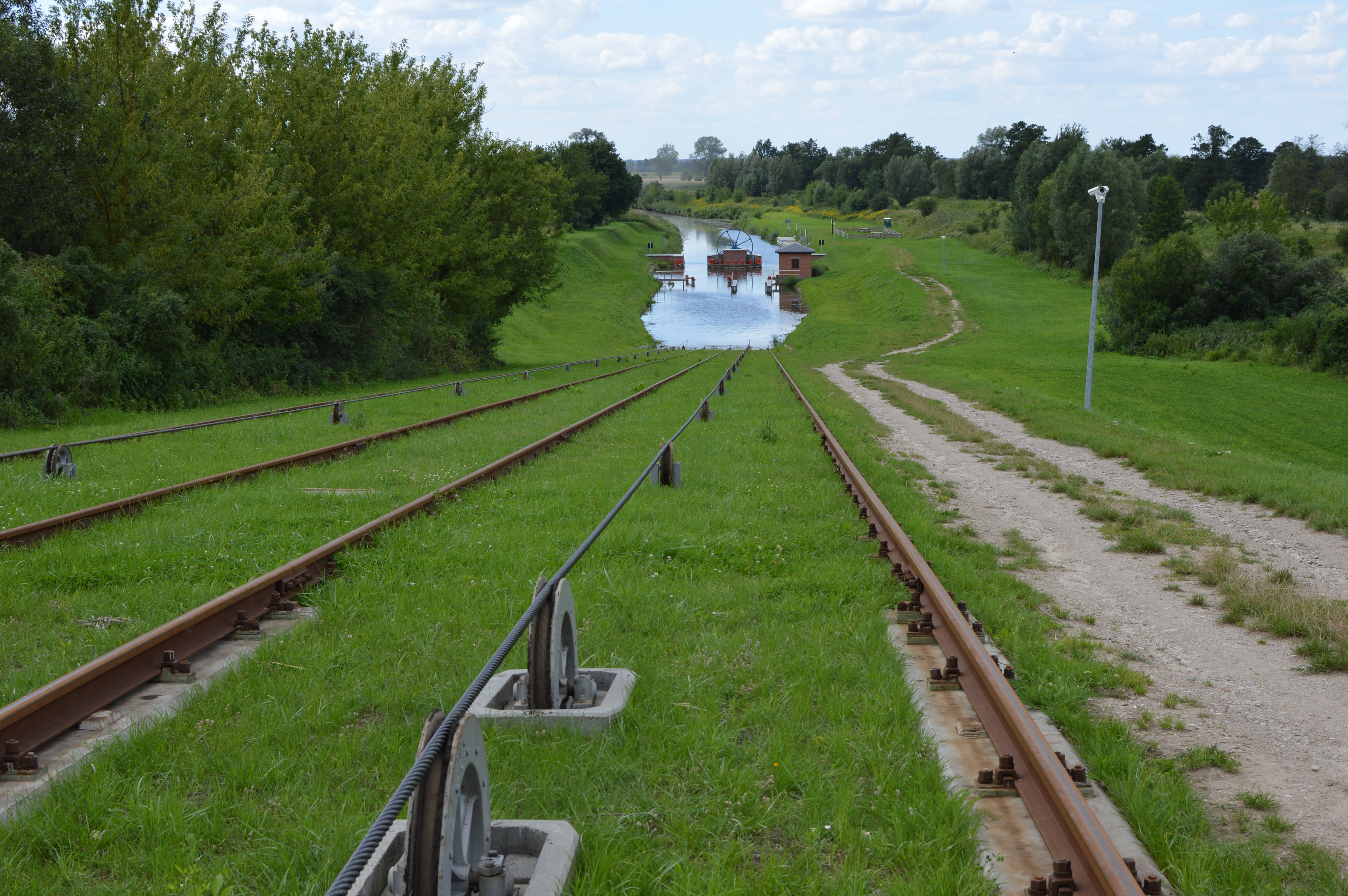
skluz Całuny
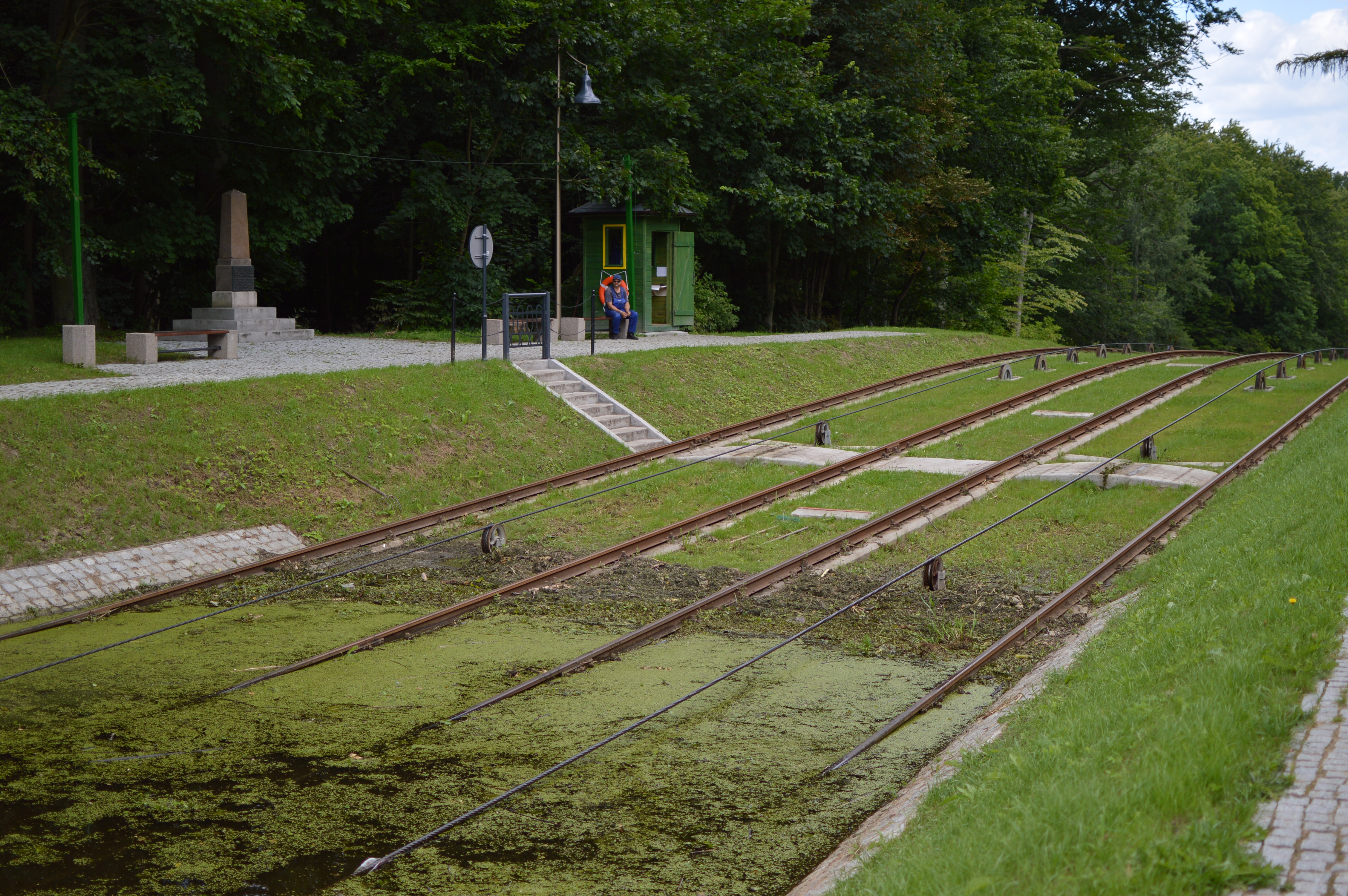
skluz Buczyniec
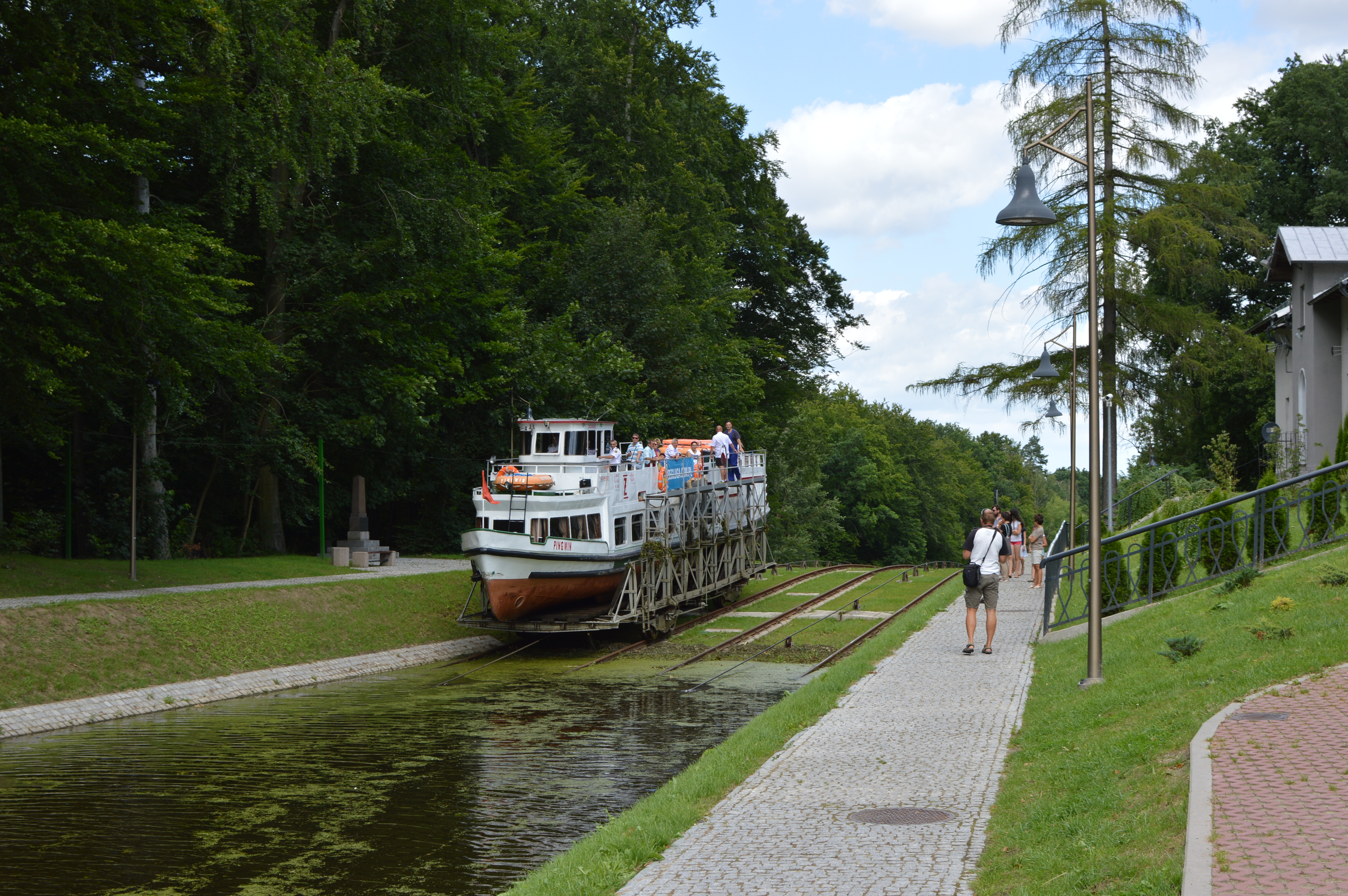
skluz Buczyniec, loď na vozíku
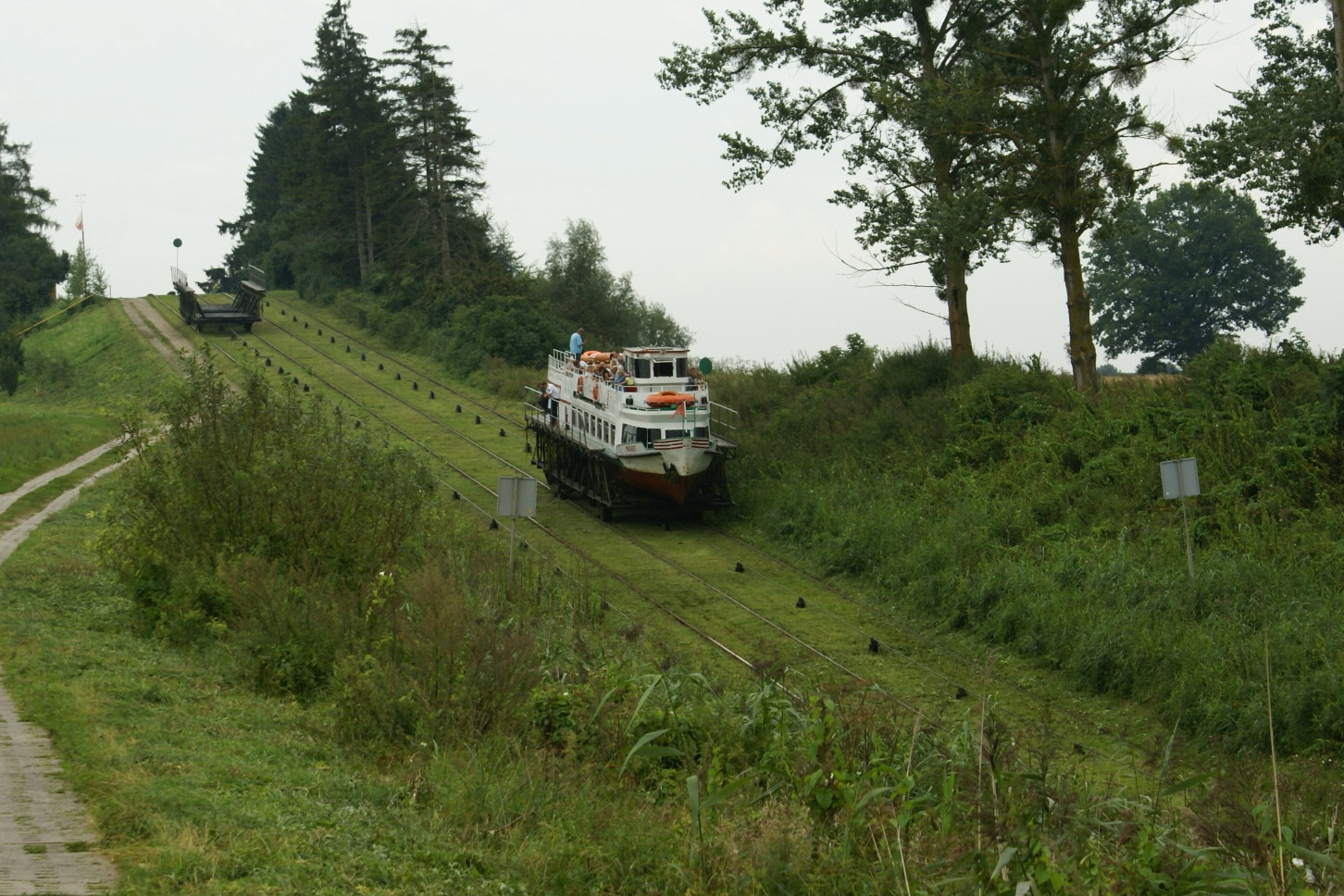
Kanał Ostródzko-Elbląski, skluz Jelenie

### Technické záběry

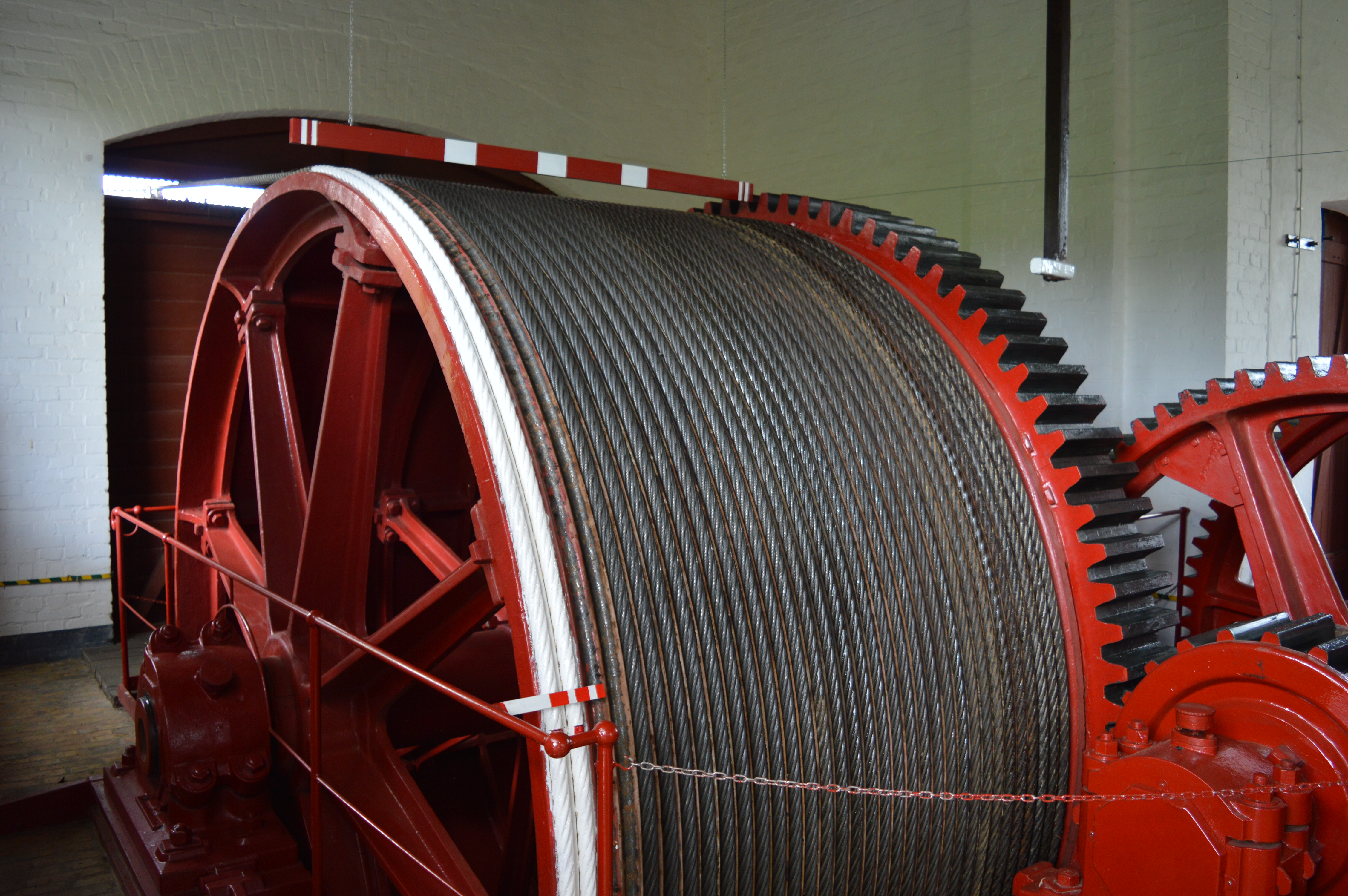
skluz Całuny, strojovna
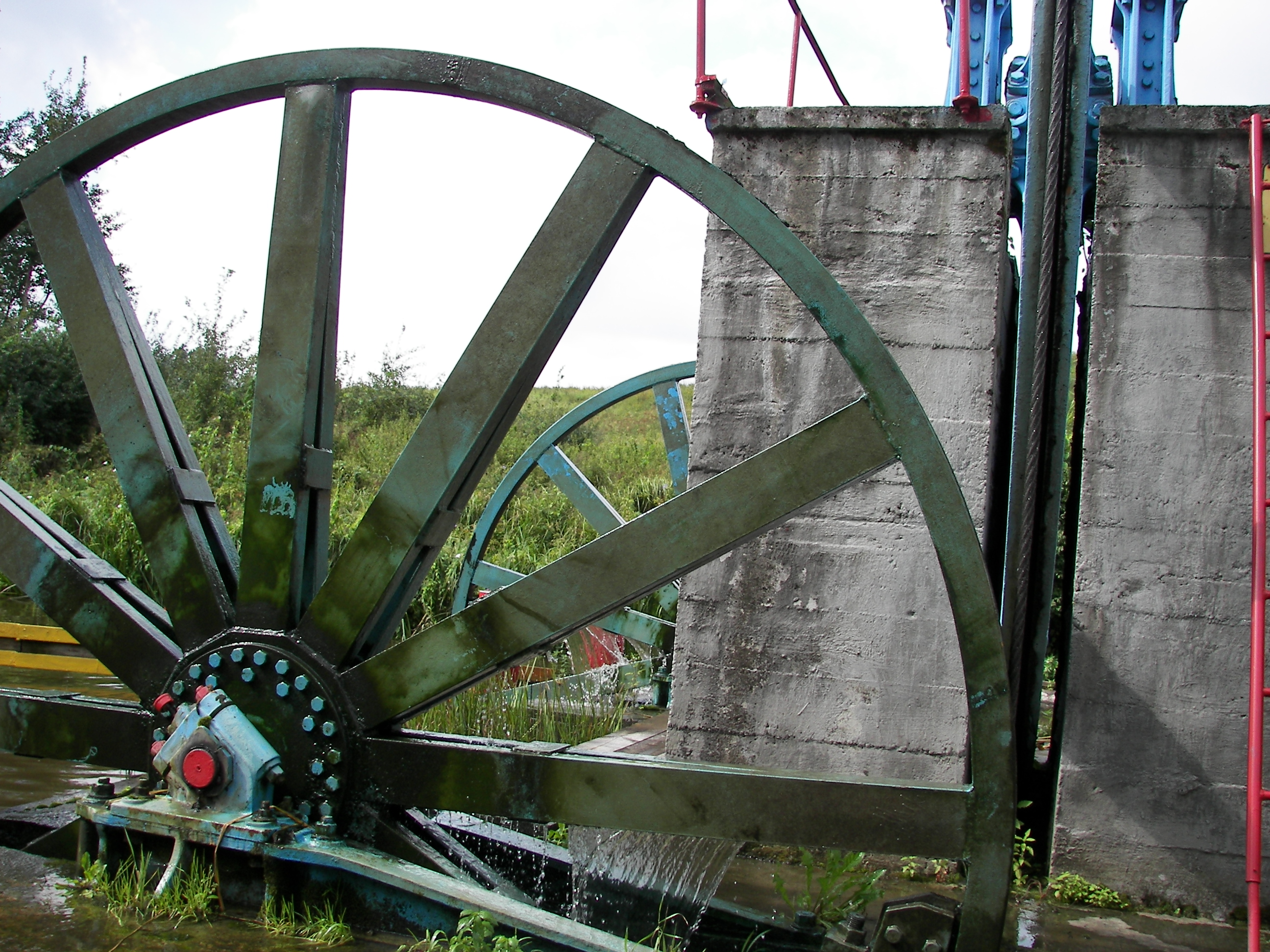
převody
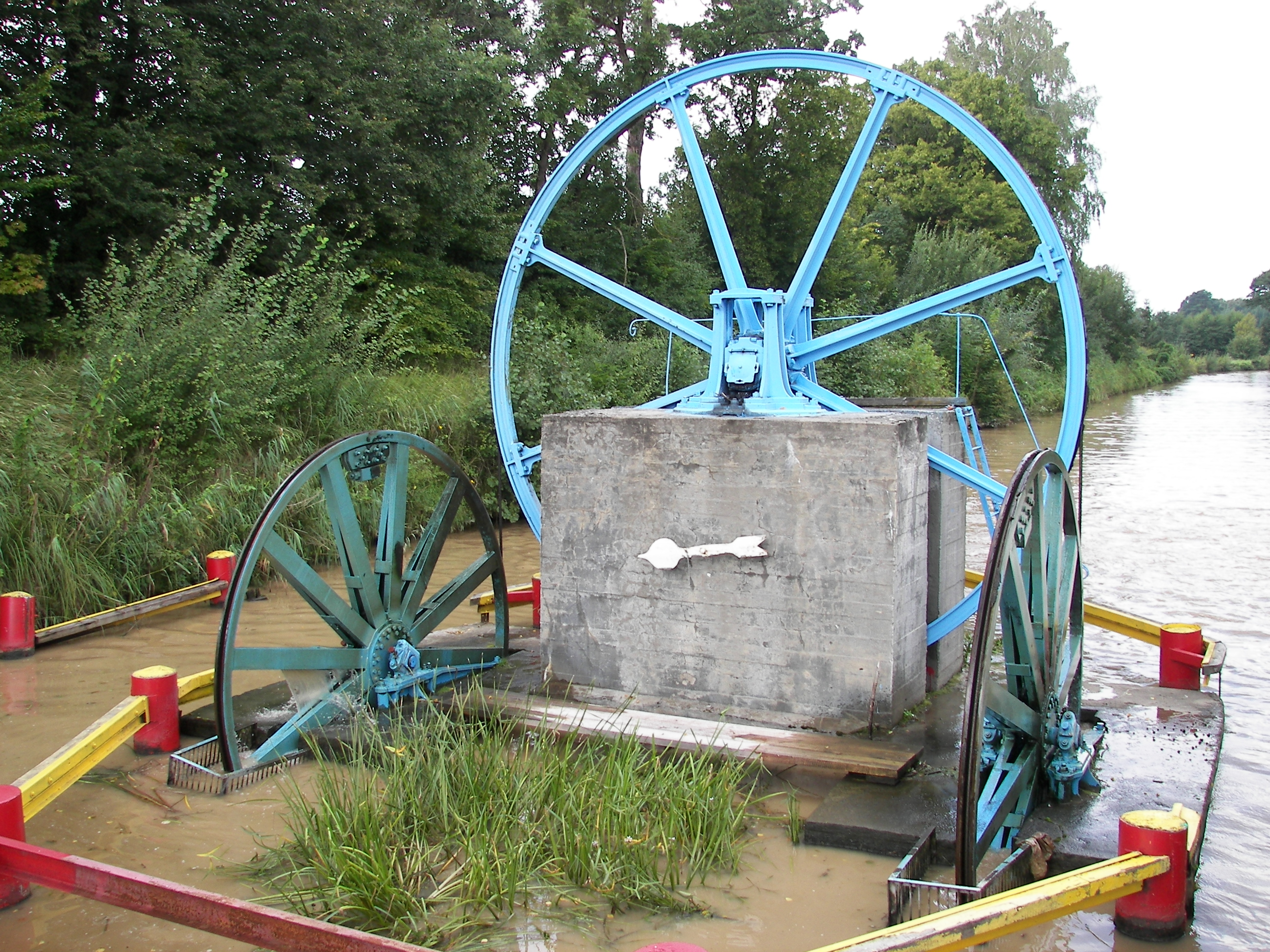
převody
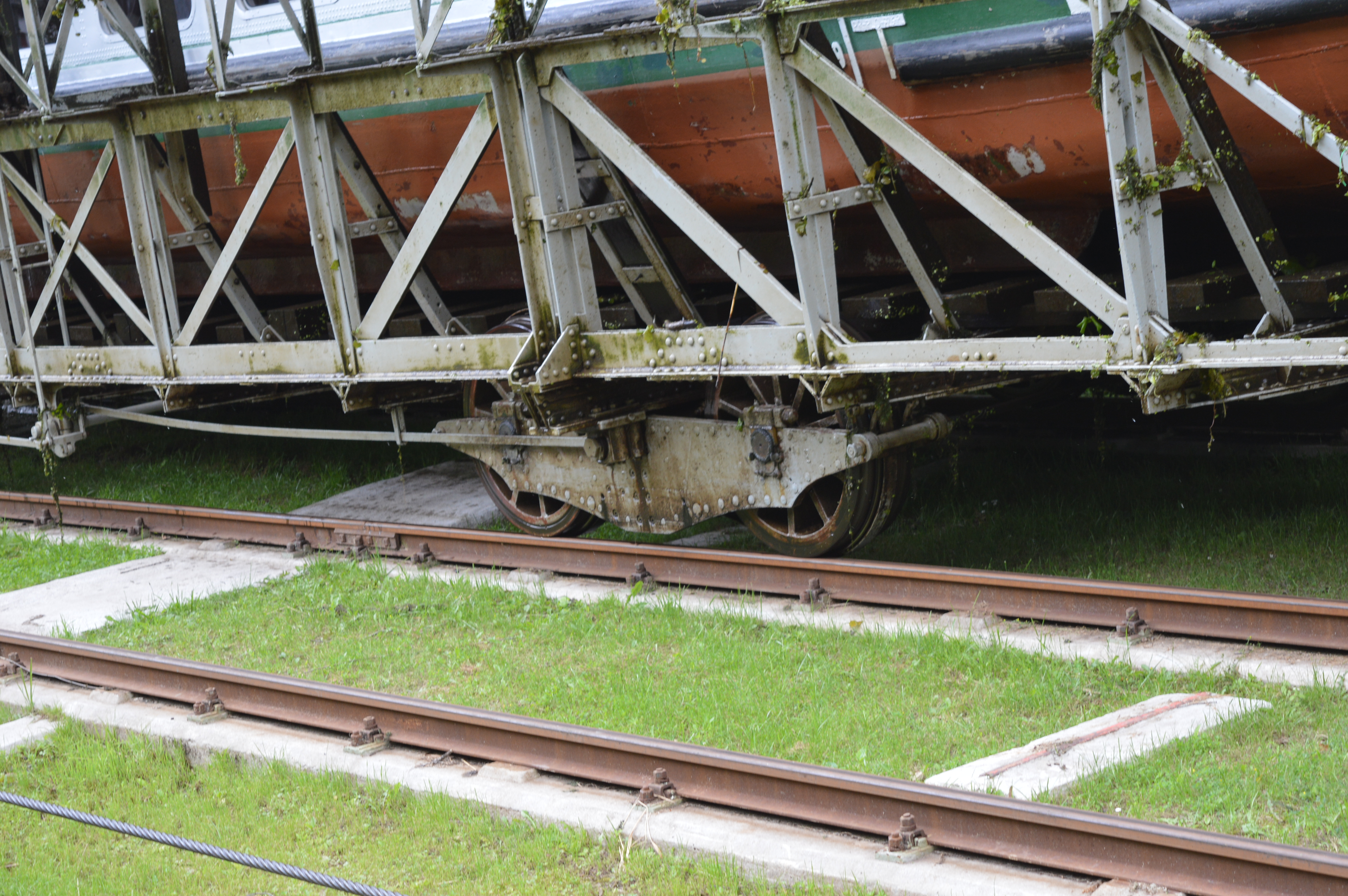
skluz Buczyniec, vozík.
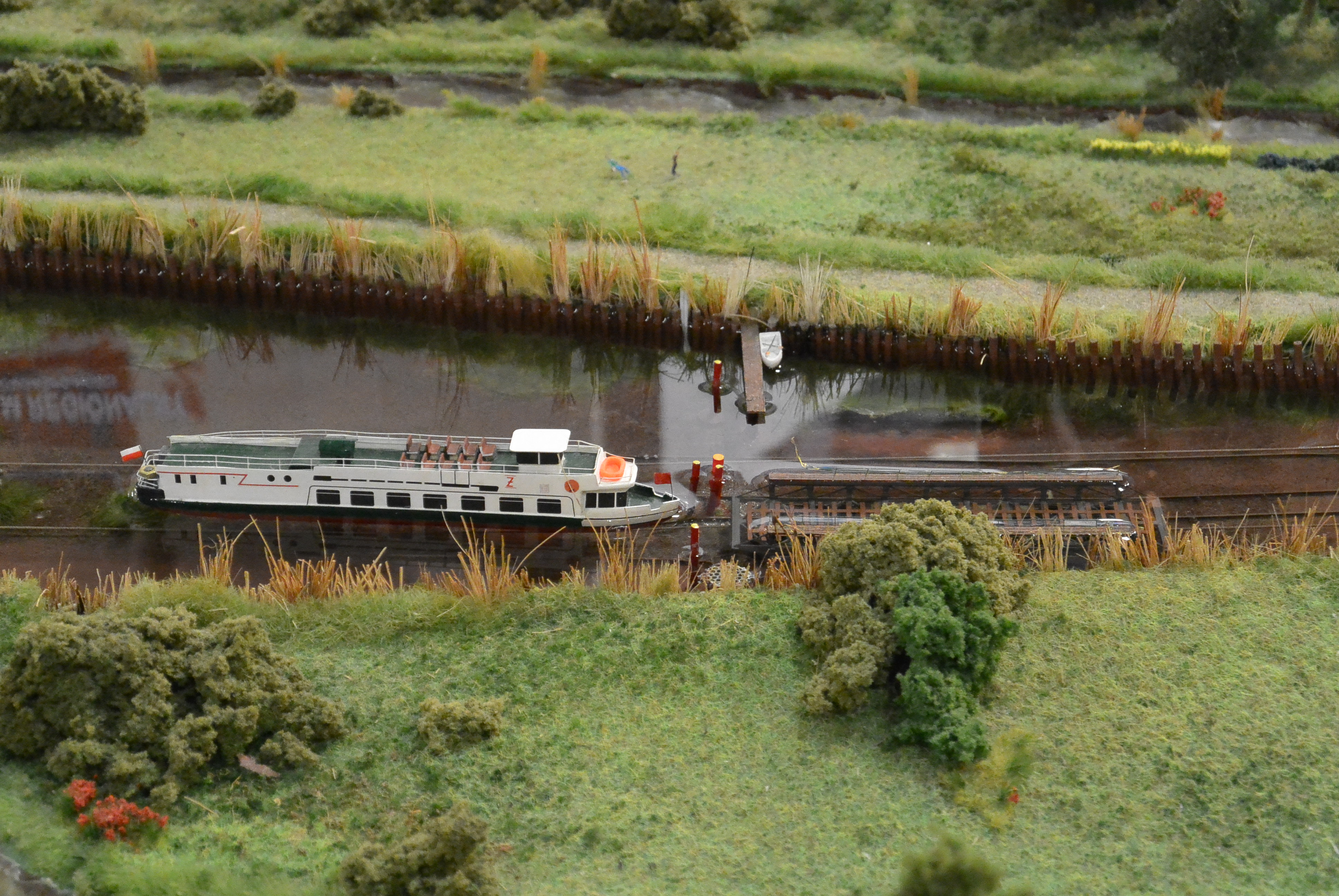
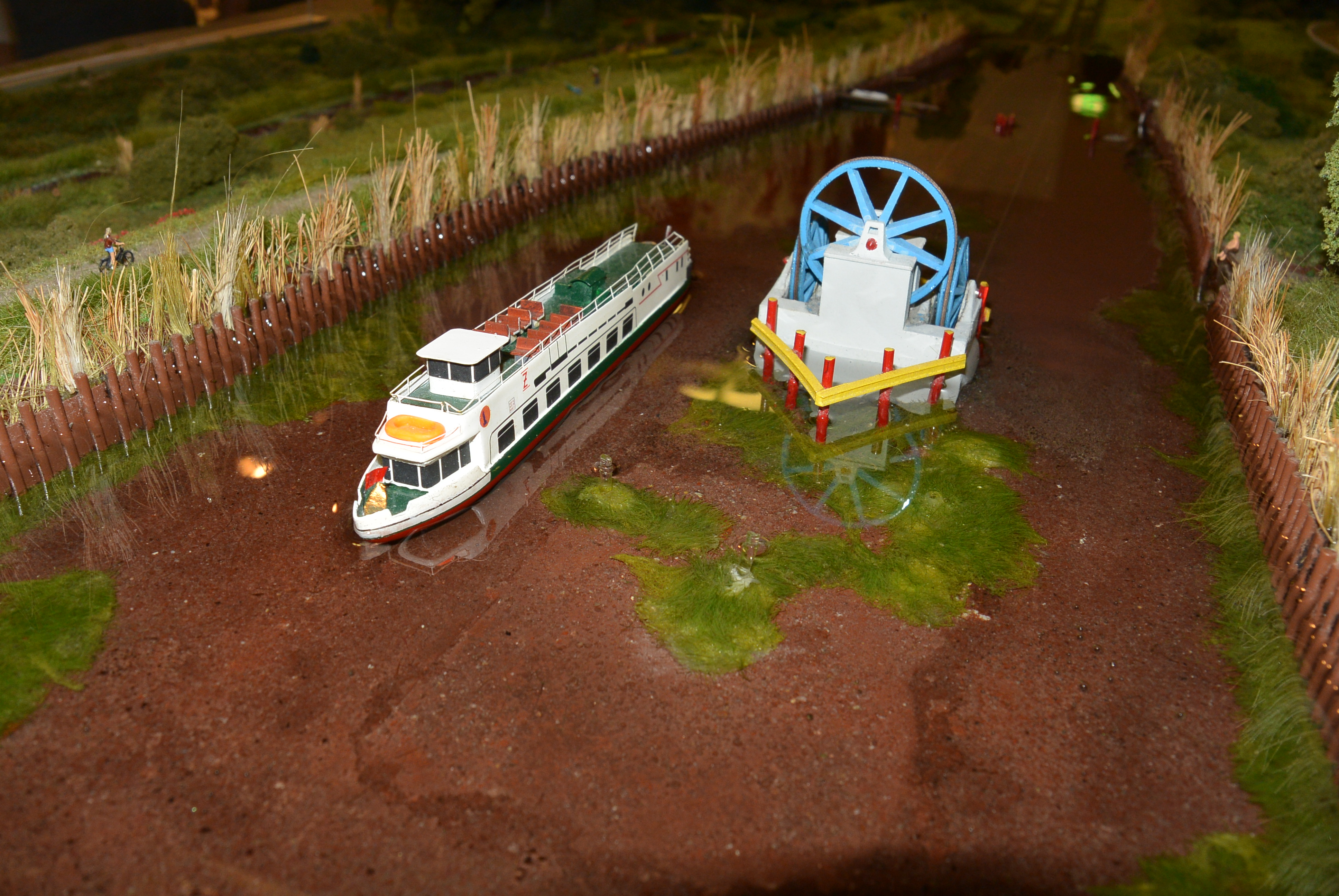